# BLOOM*IZ
『BLOOM*IZ』（ブルームアイズ）は、女性アイドルグループIZ*ONEの1stアルバム。2020年2月17日にStone Music Entertainment、GENIE MUSICから発売された。

## 概要
「La Vie en Rose」「Violeta」を継ぐフラワーシリーズの最後を飾るアルバムであり、タイトル曲「FIESTA」はIZ*ONEが集まって満開の花を咲かせた姿を「祭り」というイメージで形象化した曲としている。クォン・ウンビは「SPACESHIP」、チョ・ユリは「SOMEDAY（何時かはわたしたちの夜も過ぎていくでしょう）」を作詞・作曲し、チャン・ウォニョンは「DREAMLIKE」、キム・ミンジュは「YOU & I」の作詞にそれぞれ参加している。
当初は2019年11月11日に発売予定であったが、Mnet『PRODUCE X 101』及び『PRODUCE 48』の投票操作疑惑の影響により発売延期となっていた。2020年2月3日に所属事務所より、2020年2月17日に延期されていた本アルバムをリリースすることが発表された。

## 収録曲
| #         | タイトル                                                                                   | 作詞                                                                        | 作曲                                                                          | 編曲                                              | 時間  |
| --------- | ------------------------------------------------------------------------------------------ | --------------------------------------------------------------------------- | ----------------------------------------------------------------------------- | ------------------------------------------------- | ----- |
| 1.        | 「EYES」                                                                                   | チョ・ユンギョン, Andy Love, Andreas Öberg, David Amber, ライアン・チョン   | Andy Love, Andreas Öberg, David Amber, ライアン・チョン                       | David Amber                                       | 3:37  |
| 2.        | 「FIESTA」                                                                                 | ソ・ジウン, コ・ヒョンジョン (Jamfactory), チェ・ヒョンジュン, キム・スンス | チェ・ヒョンジュン, キム・スンス                                              | チェ・ヒョンジュン, キム・スンス                  | 3:37  |
| 3.        | 「DREAMLIKE」                                                                              | チャン・ウォニョン, ユン・サンジョ, カン・ヨンウク                          | ユン・サンジョ, カン・ヨンウク                                                | ユン・サンジョ, カン・ヨンウク                    | 3:46  |
| 4.        | 「AYAYAYA」                                                                                | Inner Child (MonoTree)                                                      | ユン・ジョンソン (MonoTree), Anna Timgren, シン・ミンギョン                   | ユン・ジョンソン (MonoTree), シン・ミンギョン     | 3:22  |
| 5.        | 「SO CURIOUS」                                                                             | テンゾー, Kebee                                                             | MUNA, LOOGONE, Shaun Kim                                                      | MUNA, LOOGONE                                     | 3:22  |
| 6.        | 「SPACESHIP」                                                                              | クォン・ウンビ, Elum (PRISMFILTER), Anchor (PRISMFILTER)                    | クォン・ウンビ, Nmore (PRISMFILTER), Elum (PRISMFILTER), Anchor (PRISMFILTER) | Elum (PRISMFILTER)                                | 2:51  |
| 7.        | 「우연이 아니야 （→偶然じゃない）」(DESTINY)                                               | イギヨンベ, イ・スラン, So Jay                                              | イギヨンベ                                                                    | イギヨンベ                                        | 3:21  |
| 8.        | 「YOU & I」                                                                                | キム・ヒョナ, キム・ミンジュ                                                | パク・テジン                                                                  | パク・テジン                                      | 3:24  |
| 9.        | 「DAYDREAM」                                                                               | danke (Lalala Studio), ミン・ジョンジェ                                     | AiRPLAY, Nash Overstreet, Sidnie Tippone                                      | AiRPLAY                                           | 3:23  |
| 10.       | 「PINK BLUSHER」                                                                           | BOOMBASTIC, So Jay                                                          | BOOMBASTIC                                                                    | BOOMBASTIC                                        | 3:14  |
| 11.       | 「언젠가 우리의 밤도 지나가겠죠 （→何時かはわたしたちの夜も過ぎていくでしょう）」(SOMEDAY) | チョ・ユリ                                                                  | チョ・ユリ, Nmore (PRISMFILTER), Building Owner (PRISMFILTER)                 | Nmore (PRISMFILTER), Building Owner (PRISMFILTER) | 3:17  |
| 12.       | 「OPEN YOUR EYES」                                                                         | Black Edition, EastWest, Bull$EyE, yuka (Full8loom), So Jay                 | Black Edition, EastWest, Bull$EyE, yuka (Full8loom)                           | EastWest, Bull$EyE, yuka (Full8loom)              | 3:17  |
| 合計時間: | 合計時間:                                                                                  | 合計時間:                                                                   | 合計時間:                                                                     | 合計時間:                                         | 40:31 |

## 歌唱メンバー
DREAMLIKE
- チャン・ウォニョン、宮脇咲良、チェ・イェナ、クォン・ウンビ、カン・ヘウォン、本田仁美

AYAYAYA
- 宮脇咲良、チョ・ユリ、アン・ユジン、矢吹奈子、クォン・ウンビ、カン・ヘウォン、キム・チェウォン、キム・ミンジュ、イ・チェヨン

SO CURIOUS
- チャン・ウォニョン、チェ・イェナ、チョ・ユリ、アン・ユジン、矢吹奈子、本田仁美、キム・チェウォン、キム・ミンジュ、イ・チェヨン

DAYDREAM
- アン・ユジン、クォン・ウンビ、キム・ミンジュ、イ・チェヨン

PINK BLUSHER
- チャン・ウォニョン、宮脇咲良、矢吹奈子、カン・ヘウォン、本田仁美

언젠가 우리의 밤도 지나가겠죠 (SOMEDAY)
- チョ・ユリ、チェ・イェナ、キム・チェウォン

※その他の楽曲は全員参加

## チャート成績

### 韓国
韓国国内の予約販売では、YES24、Aladin、Ktown4uのオンライン予約販売チャート2020年2月第1週目（2020年2月3日 - 2月9日）で1位を記録した。
HANTEOチャート基準で2020年2月17日（発売日）の1日だけで18万4,000枚以上を売り上げ、これまで1位だったTWICE（Feel Special　15万4000枚余り）の初動記録を抜き、歴代ガールズグループ初日CDセールス1位を記録。また、初週セールスで35万6,313枚を記録し、歴代ガールズグループのアルバム初週セールスでも最多記録を更新した（集計期間：2020年2月17日 - 2月23日）。
韓国音楽配信サービス大手のMelon音源リアルタイムチャートでは、2020年2月21日午前1時基準で1位となった。

### 日本・その他
日本のタワーレコードオンラインショップ売れ筋ランキングで、2020年2月4日の予約段階でデイリー予約1位となった。
2020年2月18日午前10時時点のiTunesアルバムチャートで、日本、香港、マレーシア、フィリピン、ポルトガル、シンガポール、スウェーデン、台湾、タイ、ベトナム、マカオ、インドネシア、ブルネイ、ベリーズ、ラトビアの15か国で1位を獲得した。